# 让蒂伊
让蒂伊（法語：Gentilly，法語發音：[ʒɑ̃tiji] ⓘ），法国中北部城市，法兰西岛大区马恩河谷省的一个市镇，隶属于拉伊莱罗斯区，其市镇面积为1.18平方公里，2022年1月1日时人口数量为18,883人，在法国城市中排名第507位。
让蒂伊位于马恩河谷省西北部，巴黎市区以南，是巴黎南部的一个卫星城，通过大区快铁B线和公交57路连接。跨国医药企业赛诺菲总部设于其境内。

## 地名来源
“让蒂伊”一名最初于公元7世纪左右以“Gentiliacum”的形式被记载，该名称来源于拉丁语，可能与当地的外来金银器皿手工艺者（Orfèvre）有关。

## 历史

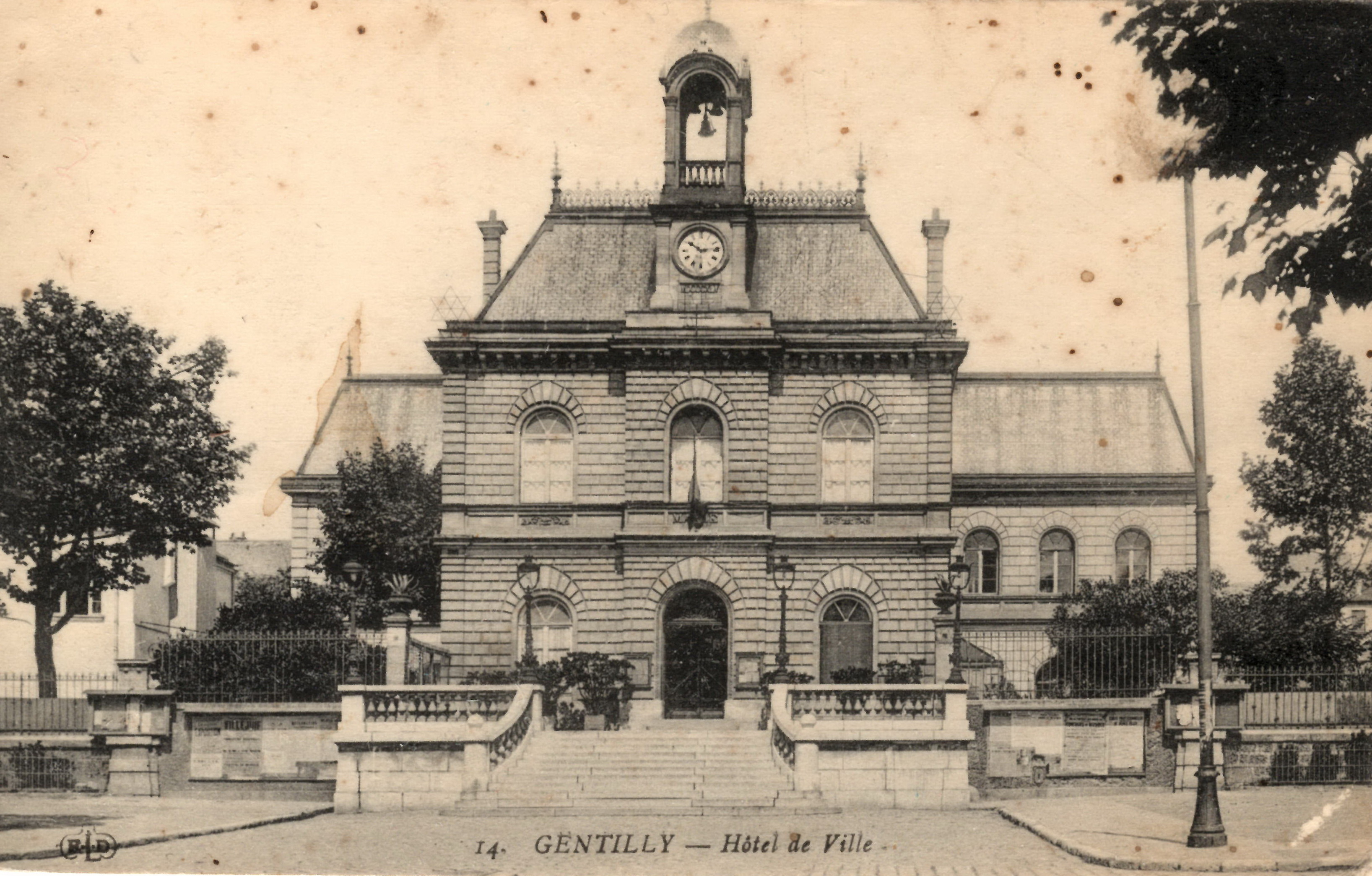
20世纪初的让蒂伊市政厅

让蒂伊最初于公元7世纪（一说6世纪）被提及，彼时主教埃卢瓦在此修建了一处纪念马夏尔的修道院，并在其附近建成了一处金银器皿作坊，后一度成为法兰克王国的一处制币厂。公元13世纪时，路易九世在让蒂伊修建了第二处修道院。公元17世纪时，阿尔克伊-卡尚引水渠建成，该渠成为巴黎重要的城市水源，同时也为让蒂伊及其所处的比耶夫尔河谷地区的农业生产提供了更佳的条件，让蒂伊也因此成为一个区域性的商业中心。法国大革命后，让蒂伊成为塞纳省的一个市镇。工业革命期间，随着巴黎的城市扩张及郊区铁路的建成，让蒂伊很快发展成为巴黎南部重要的卫星城，比耶夫尔河被人工建筑物覆盖，成为一条地下河，并因城市建设而一度被严重污染。1860年，让蒂伊北部的Maison-Blanche和Glacière两个街区被划入巴黎。1897年，让蒂伊东部的勒克雷姆兰-比塞特尔街区独立成为一个市镇。1925年，让蒂伊中部的部分区域被划入巴黎以修建巴黎大学城。

## 地理

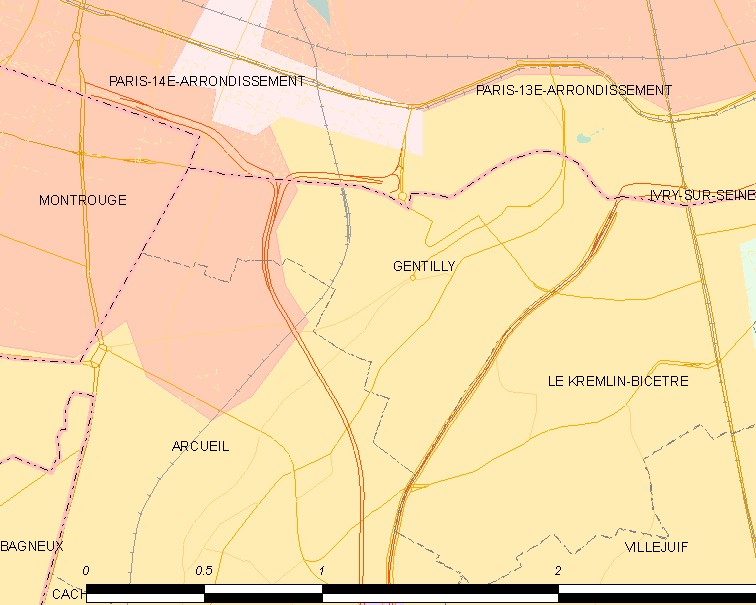
让蒂伊市镇范围地图

让蒂伊位于法国中北部，法兰西岛大区中部和马恩河谷省西北部，距离省会克雷泰伊大约12.5公里。与让蒂伊接壤的市镇包括：巴黎、蒙鲁日、原巴黎第十二区、阿尔克伊、勒克雷姆兰-比塞特尔。

### 地形
让蒂伊位于巴黎盆地腹地，境内以浅丘为主，地势自北向南略有抬升，全境海拔在42到81米之间。

### 水文
比耶夫尔河自南向北流经境内，并因城市建设而成为一条地下河。该河是塞纳河的左岸支流，后者为法国五大河流之一。

### 植被
让蒂伊属于温带阔叶混交林区，市镇中心的毕加索公园（Parc Picasso）是当地主要的城市绿地。
在鲜花城市的评比中，让蒂伊被评为1星级鲜花城市。

### 气候
让蒂伊在柯本气候分类法中属于温带海洋性气候。

## 行政区划
让蒂伊是法国法兰西岛大区马恩河谷省的一个市镇，编号为94037。让蒂伊隶属于拉伊莱罗斯区、马恩河谷省第十一选区以及勒克雷姆兰-比塞特尔县，同时也是大巴黎都会区的组成部分。
让蒂伊市镇被划为七个街区（Centre Ville、Chaperon Vert、Gabriel-Péri、Plateau Mazagran、Reine Blanche、Val de Bièvre和Victor-Hugo），并实行街区自治制度。
法国国家统计与经济研究所（简称）在进行数据统计时，将让蒂伊划入大巴黎都会区，并将包括让蒂伊在内的1,794个市镇设为巴黎城市区。自2020年起，巴黎城市区被包含1,929个市镇的巴黎城市辐射区代替。此外，还将让蒂伊市镇分为了8个“块区”（IRIS），以便于统计人口分布情况。

## 交通

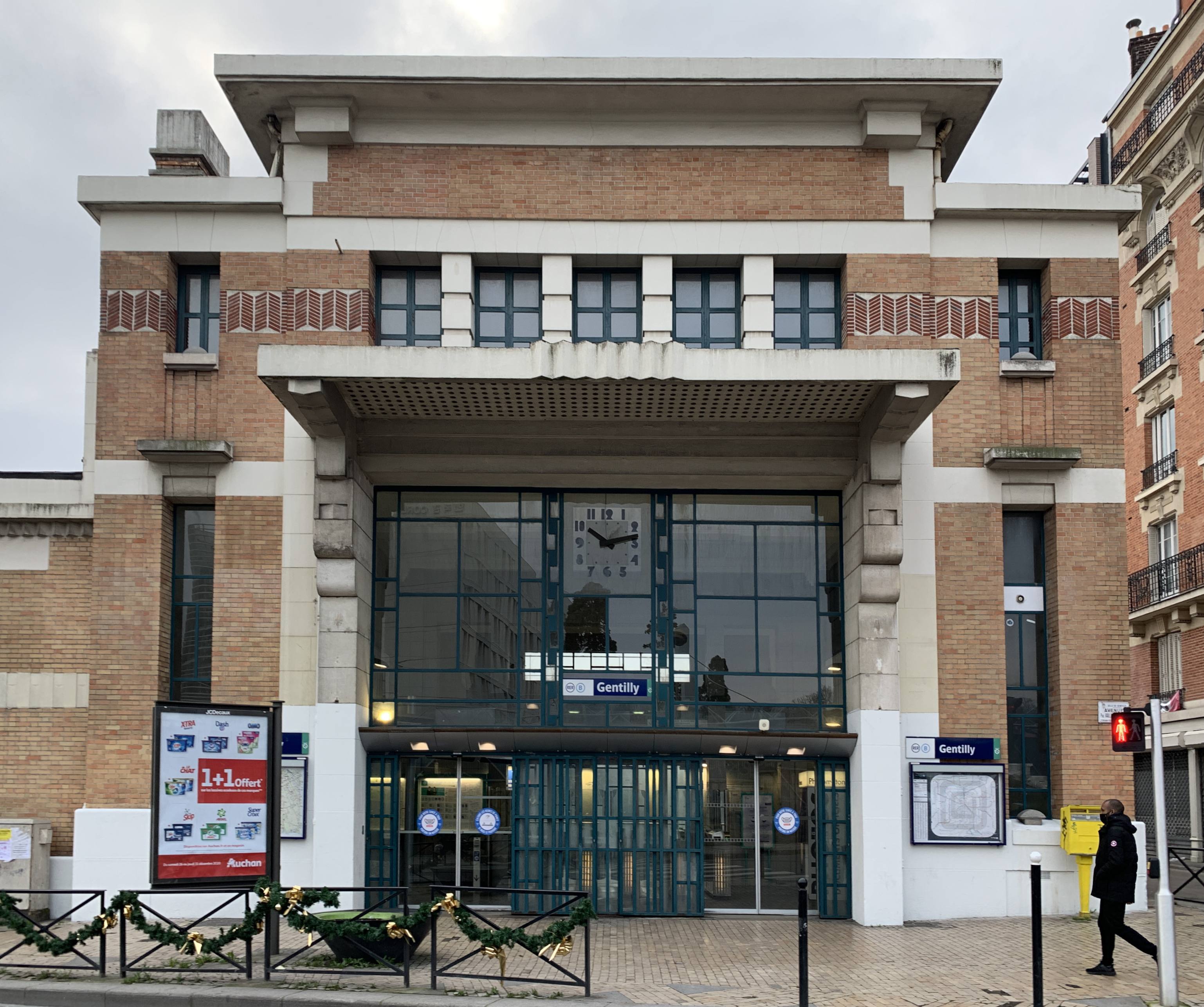
让蒂伊站

### 公路
多条马恩河谷省省道在让蒂伊境内交汇，法兰西岛大区下属的城际客运提供巴士线路，可前往周边部分市镇。
2017年，47.3%的让蒂伊家庭拥有至少一辆私人汽车。2019年，让蒂伊境内共发生各类交通事故40起，造成49人受伤。

### 对外交通
距离让蒂伊最近的长途汽车站、长途铁路车站和民用航空站分别为奥尔良门、巴黎蒙帕纳斯站和巴黎-奥利机场，距离让蒂伊市中心的公路里程分别约2.2公里、5.1公里和11公里。

### 城市公共交通
让蒂伊是巴黎公共交通网的覆盖范围，让蒂伊站位于市区中西部，停靠法兰西岛大区快铁B线，是该线路向南离开巴黎以后停靠的第一个车站，属于第二收费区；此外还有五条公交线路经过让蒂伊的市镇范围内。
| 途经让蒂伊境内的主要公共交通线路 |           | |
| 类型                             | 运营商    | 线路 |
| 快铁                             | RATP      | ：戴高乐机场2号航站楼/米特里-克莱 ↔ 欧奈苏布瓦 ↔ 巴黎北站 ↔ 沙特雷-大堂 ↔ 圣米歇尔-圣母院 ↔ 当费尔-罗什罗 ↔ 大学城 ↔ 让蒂伊站 ↔ 罗班松/马西-帕莱索/圣雷米莱舍夫勒斯 |
| 公共汽车                         | RATP      | 57：阿尔克伊-快铁拉普拉斯站 ↔ 弗赖斯 ↔ 让蒂伊市政厅/拉斯帕伊-让·饶勒斯 ↔ 奥斯特里茨火车站 ↔ 里昂火车站 ↔ 巴黎-巴尼奥莱门 125：巴黎-奥尔良门 ↔ 快铁让蒂伊站 ↔ 拉斯帕伊-让·饶勒斯 ↔ 伊夫里市政府 ↔ 迈松阿尔福兽医学校 184：巴黎-意大利门 ↔ 让蒂伊市政厅/拉斯帕伊-让·饶勒斯 ↔ 弗赖斯 ↔ 路易·弗雷博 ↔ 卡尚-市政厅 ↔ 副省政府-教堂 ↔ 弗雷讷-市政厅 ↔ 弗雷讷-巴斯德 |
| 公共汽车                         | Valouette | V5（内环）：加布里埃尔·佩里-旭日（区域环线） V5（外环）：加布里埃尔·佩里-旭日（区域环线） |
| 1.                               |           | |

## 政治

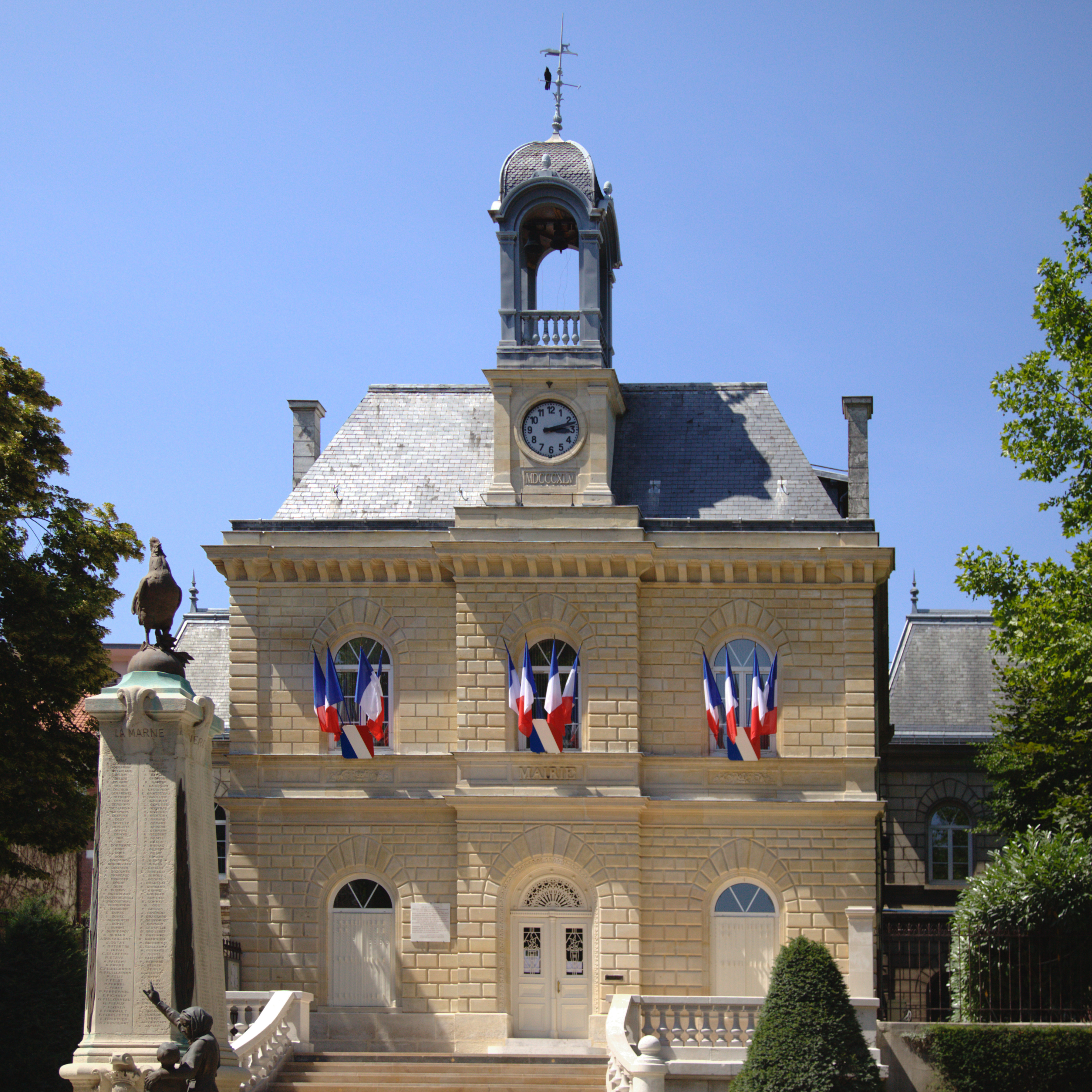
让蒂伊市政厅

让蒂伊的现任市长为帕特里西娅·托吉曼女士（Patricia Tordjman），他是法国共产党的一名成员，在2020年的市政选举中获得了47%的支持率。
在2017年的法国总统大选中，法国第25任总统埃马纽埃尔·马克龙在让蒂伊获得了83.12%的支持率。

## 人口
2018年，让蒂伊市镇人口数量为18,577，在法国排名第507位。其中男性9,139人，女性9,466人，75岁及以上人口占4.9%，外籍人口数量为5,831人，人口密度为15,743人/平方公里，当地居民被称为（男性）或（女性）。2019年，让蒂伊境内出生270人，死亡人口115人。
| 年份   | 1936   | 1946   | 1954   | 1962   | 1968   | 1975   | 1982   | 1990   | 1999   | 2006   | 2011   | 2016   | 2018   |
| ------ | ------ | ------ | ------ | ------ | ------ | ------ | ------ | ------ | ------ | ------ | ------ | ------ | ------ |
| 人口數 | 18,179 | 16,649 | 17,497 | 19,211 | 18,812 | 17,026 | 16,732 | 17,093 | 16,118 | 17,034 | 16,892 | 17,442 | 18,577 |

## 经济
截止2021年9月，让蒂伊共有各类用人单位（包含自雇）2,913家，平均历史为12年，其中98.24%为中小型企业（PME）。赛诺菲-（药品销售）、赛诺菲-化工（药品生产）及（药品生产）是当地2019年营业额最高的三个企业，分别为1,795,000,000欧元、1,346,000,000欧元和268,483,130欧元。

## 财政收入
2019年，让蒂伊的财政收入总额为52,339,600欧元，财政支出总额为51,088,300欧元，当年的债务总额为22,379,200欧元。2021年，让蒂伊共获得1,411,975欧元的国家财政补助，比上一年增加了0.19%。
2017年，让蒂伊的人均月收入总额为2,669欧元，其中高级职员为4,304欧元，高于法国平均水平（4,214欧元）；中级职员为2,379欧元，高于法国平均水平（2,353欧元）；普通职员为1,730欧元，亦高于法国平均水平（1,690欧元）。
2017年，让蒂伊境内的青壮年（15至64岁）失业率为14.9%，当地53.1%的家庭拥有纳税资格，平均纳税3,744欧元，低于法国平均水平（3,888欧元）。

## 社会事务

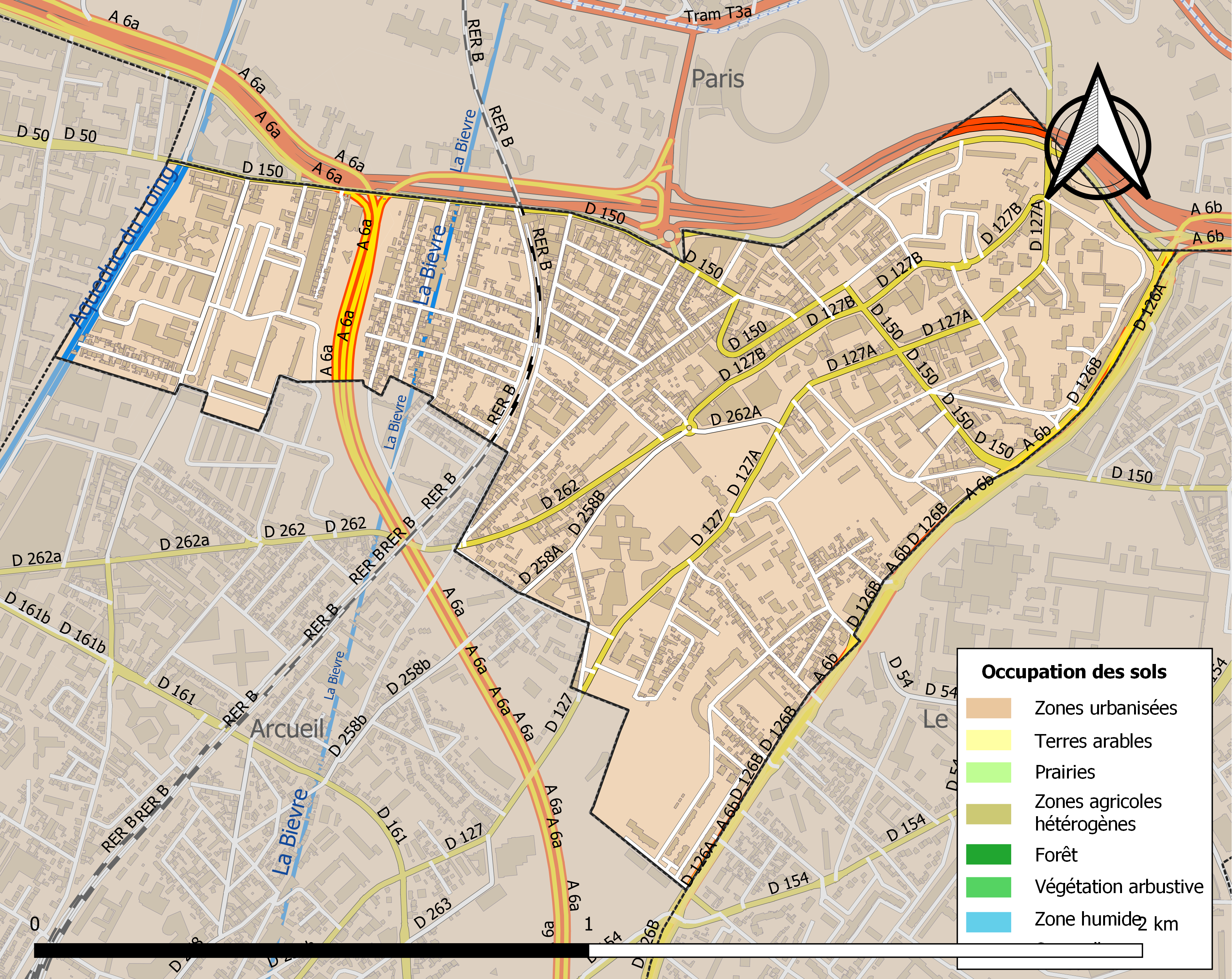
让蒂伊土地利用情况地图

### 教育
让蒂伊属于克雷泰伊学区。截止2019年1月1日，让蒂伊境内共有5所幼儿园、5所小学、1所初级中学和1所职业高中。2018至2019学年度，让蒂伊境内共有在校中等教育阶段学生462名。

### 医疗
截止2019年1月1日，让蒂伊境内共有全科医生11名、保健师5名、牙医8名、护士3名、耳科医生1名、眼科医生1名、皮肤科医生1名、儿科医生3名和妇科医生1名。境内共有药房6家、养老院2家。
河谷基金会成人与儿童精神中心医院（Centre Hospitalier de Psychiatrie de l'Enfant et de l'Adolescent Fondation Vallée）是法国的一个心理医疗机构，其主病区位于让蒂伊市区，设有床位152个，是当地规模最大的公立综合性医院。

### 住房
2017年，让蒂伊境内共有各类住房9,337套，其中8.7%为独立式居民区，主要分布于市区X部；90.0%为集中式居民区，主要分布于市区X部。常住房屋占让蒂伊市镇范围内居民建筑总量的92.4%。
在住房保障政策方面，2017年，让蒂伊境内共有2,463户家庭获得了住房经济补助，受益人数占总人口数量的13.2%，其中2,445份为房租补助。

### 商业
2019年，让蒂伊境内共有各类实体商铺353家，其中餐厅78家、大型超市4家、杂货店11家、面包房16家、肉铺4家、书店4家、装饰品店2家、银行门店8家、美容美发店14家、汽车维修店12家。市镇范围内建有Franprix、Coccimarket、Aldi等超市。

### 体育
2019年，让蒂伊境内共有3间体育馆、1座综合体育场、2处网球场以及1处足球或橄榄球场。
截至2021年9月，让蒂伊境内共有两家注册足球俱乐部，其中让蒂伊运动员俱乐部（Gentilly Athlétique Club）是当地的代表性足球队，其青年队在2021至2022赛季参加法兰西岛大区足球联赛。

### 环境
让蒂伊的环境事务由其所属的公共社区负责。2019年，让蒂伊境内共有1家污染企业。

### 治安
2014年，让蒂伊及附近地区共发生各类案件11,418起，其中盗窃类案件6,973起，经济类案件1,121起，毒品交易类案件433起。

## 文化
2019年，让蒂伊境内共有2家剧场和1家音乐厅。让蒂伊市政府提供多媒体中心，向公众全年开放。

### 建筑
让蒂伊境内有多处历史建筑，其中圣萨蒂南教堂、圣心教堂等为法国国家文物保护单位。

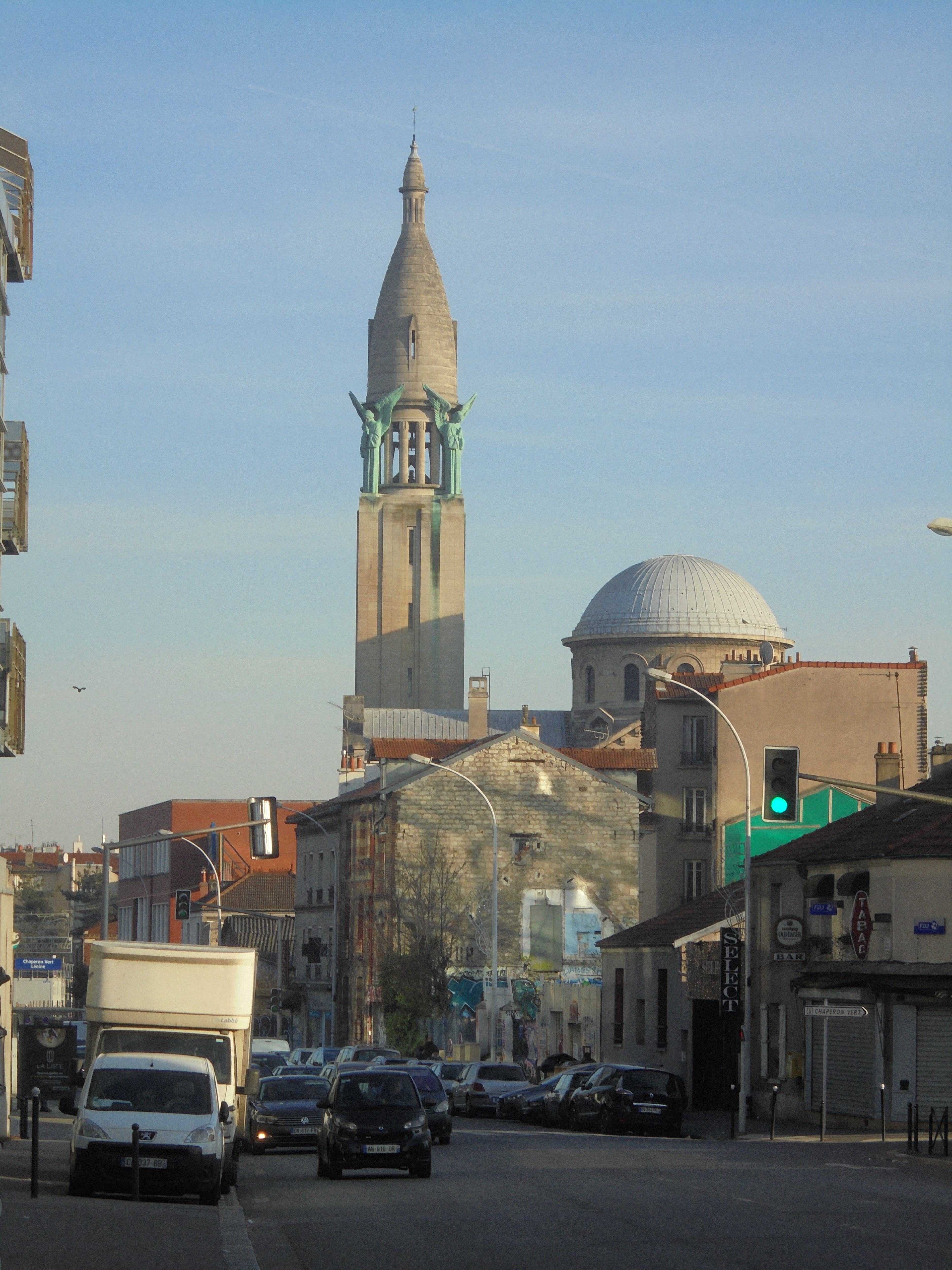
圣心教堂（法语：Église du Sacré-Cœur de Gentilly）
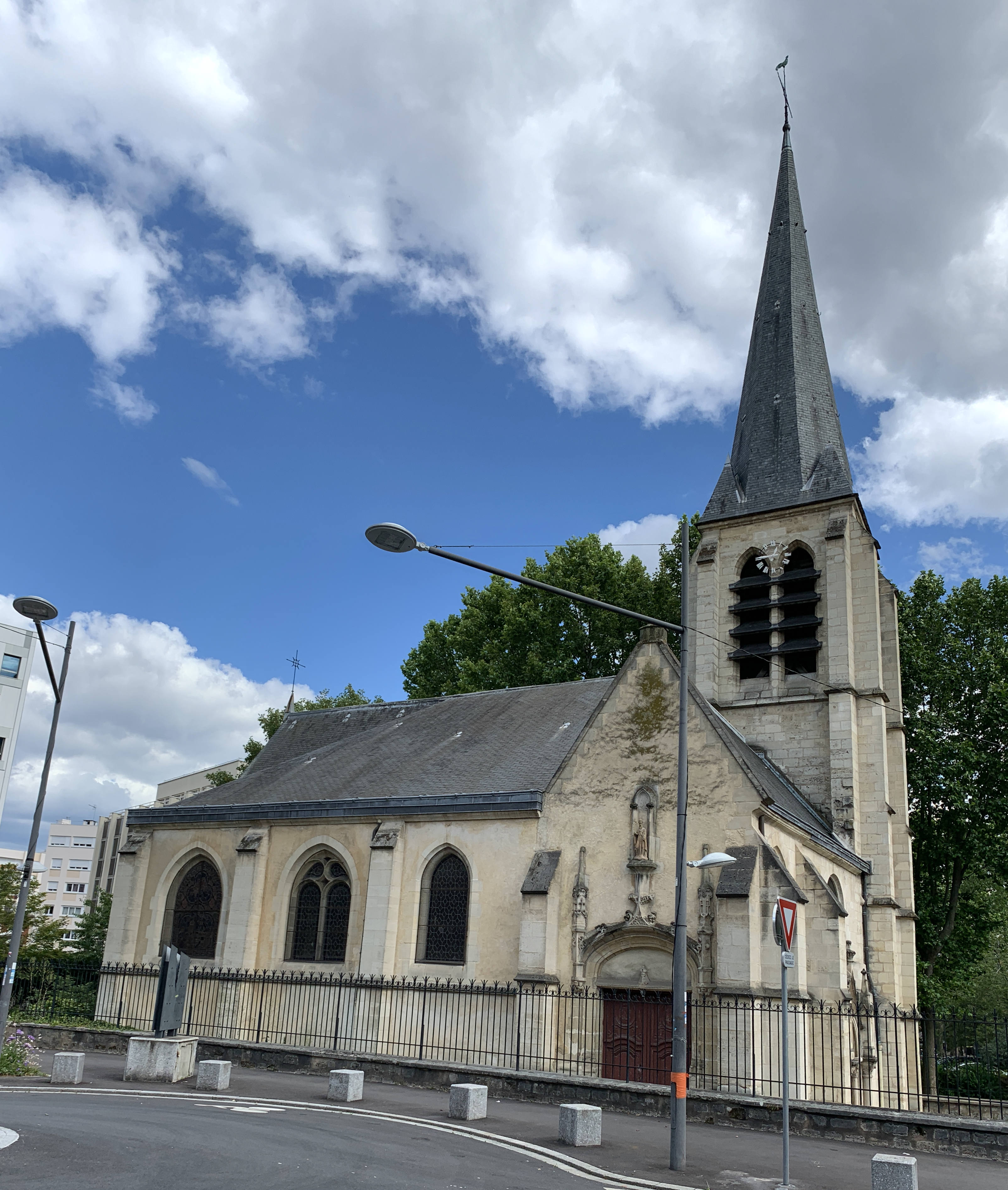
圣萨蒂南教堂（法语：Église Saint-Saturnin de Gentilly）
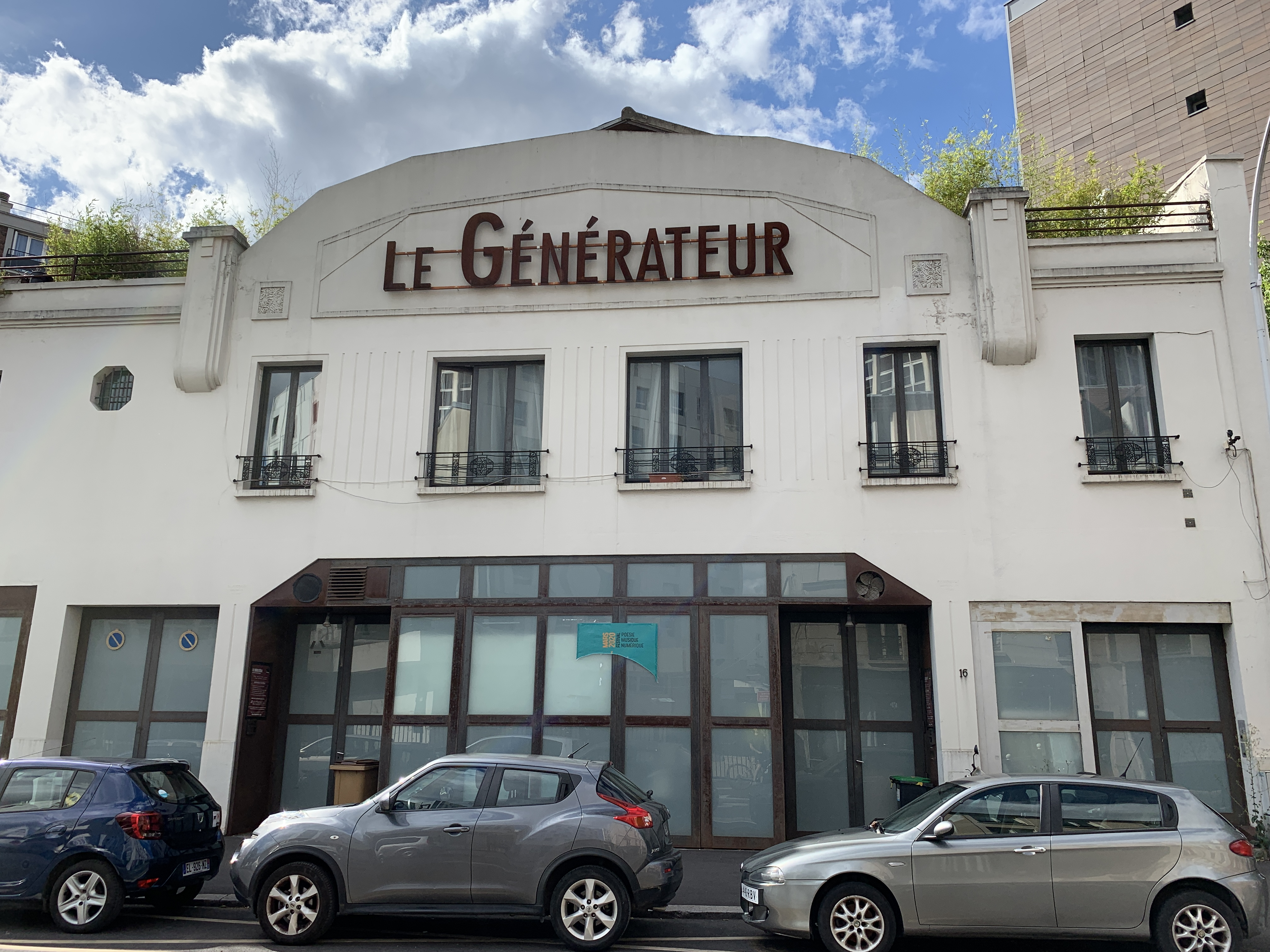
加泰电影院旧址
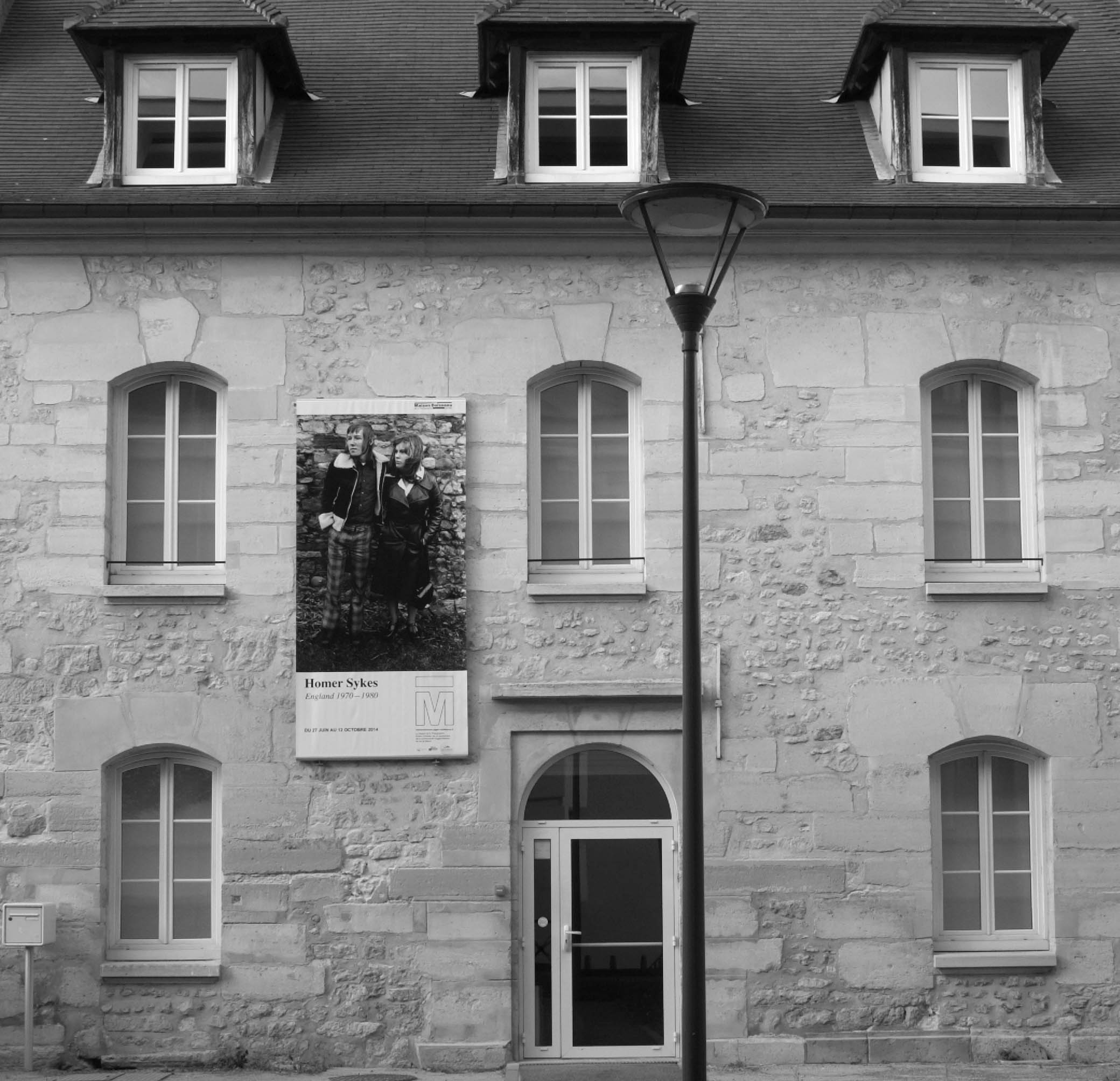
罗贝尔·杜瓦诺旧居
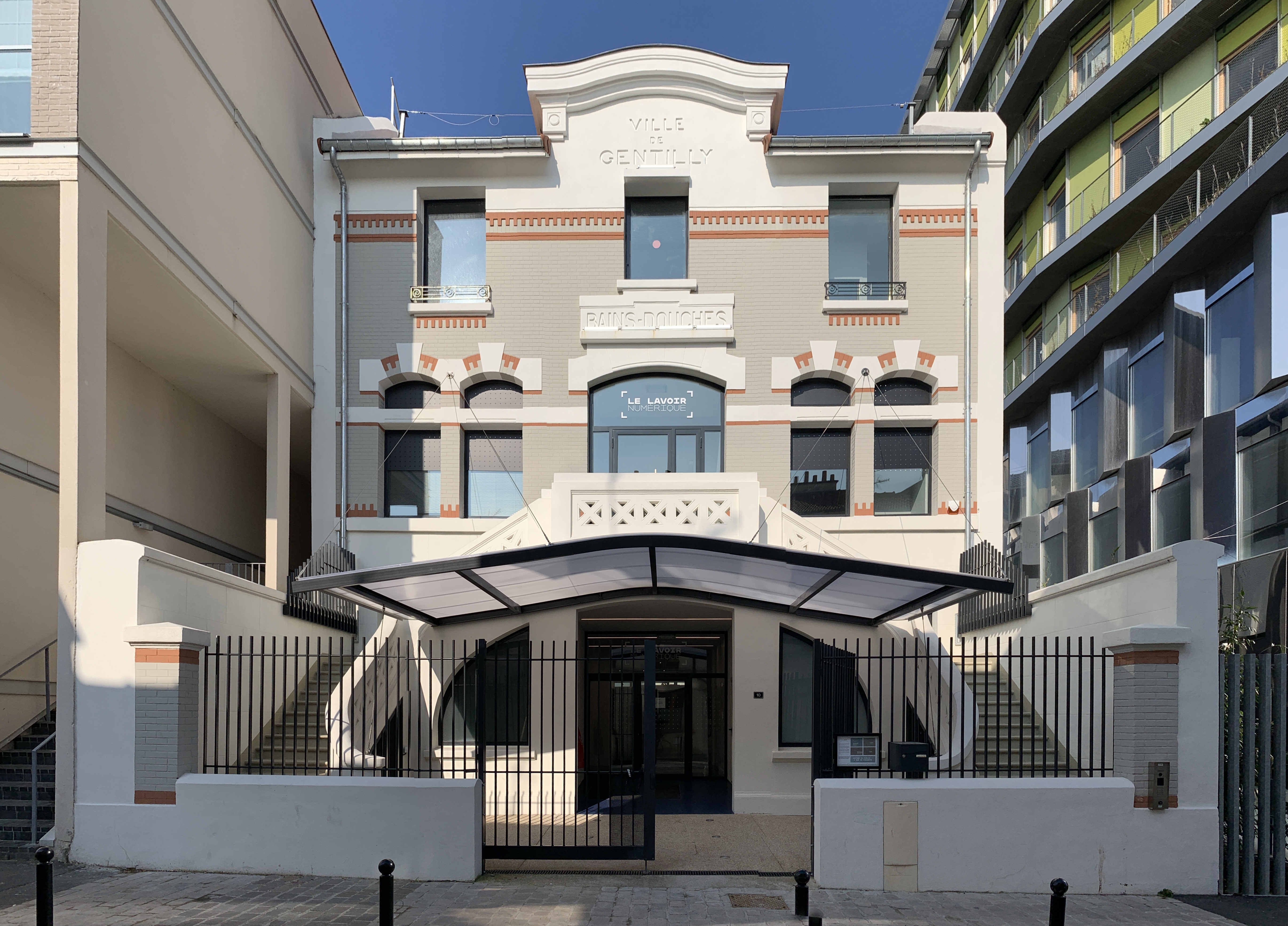
公共澡堂
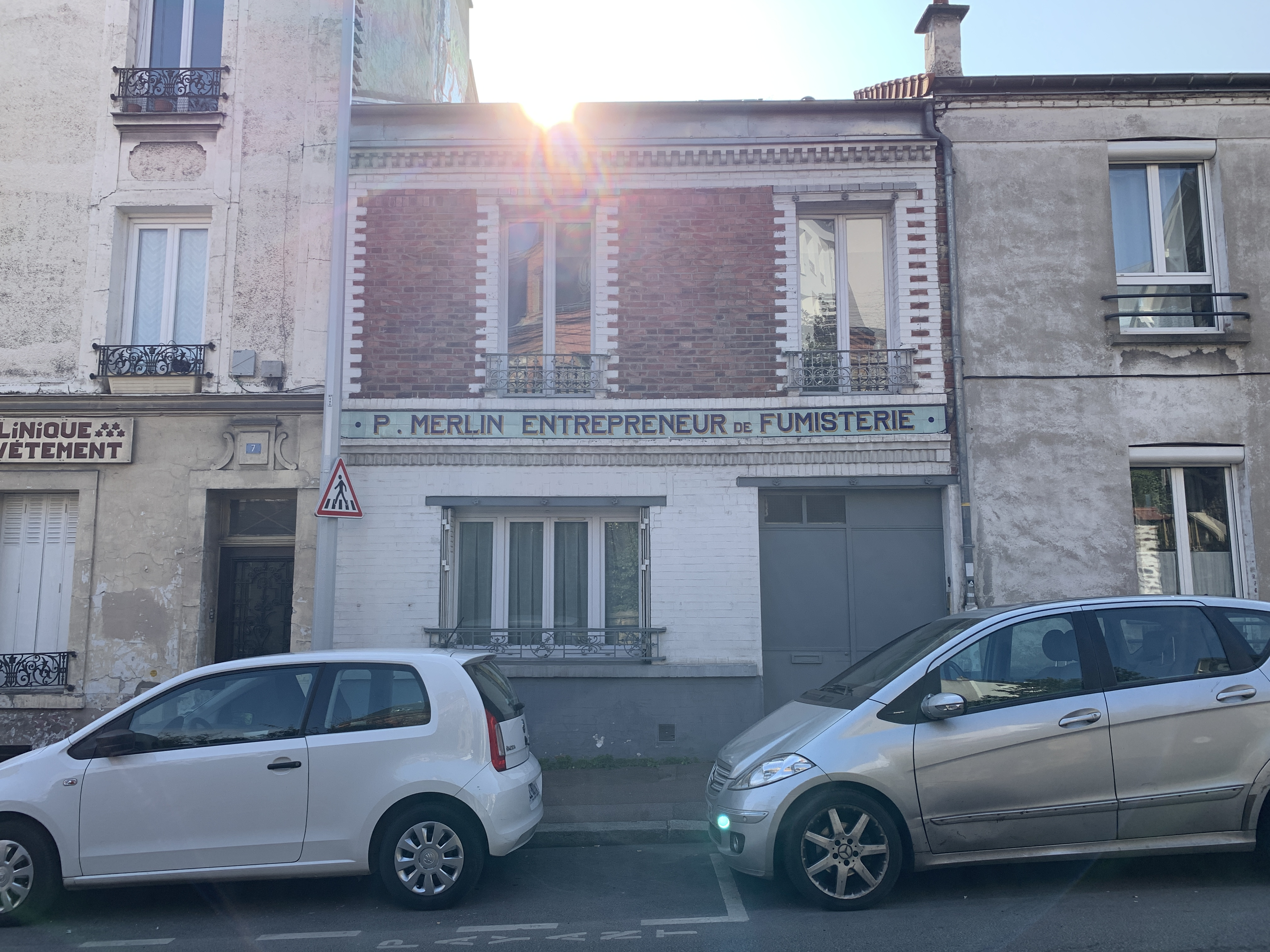
传统沿街建筑

### 旅游
让蒂伊的旅游事务由其所属的公共社区负责。2020年，让蒂伊境内共有2家酒店共计303间房间。

### 媒体
法国主要的媒体均可在让蒂伊接收，法国电视三台下属的法兰西岛大区频道在部分时段播出让蒂伊所属区域的地方新闻。

## 友好城市
截至2021年9月，让蒂伊共与一座城市互为友好城市关系：
- 德国 弗赖贝格